# Береніс Бежо
Береніс Бежо (фр. Bérénice Bejo, нар. 7 липня 1976, Буенос-Айрес, Аргентина) — аргентино-французька акторка. Відома ролями Крістіани у фільмі «Історія лицаря» 2001 року та Пеппі Міллер у фільмі «Артист» 2011 року. Її робота у «Артисті» отримала номінацію на премію «Оскар» за найкращу жіночу роль другого плану 2011 року та дозволила виграти Сезар за найкращу жіночу роль того ж року.

## Біографія
Береніс Бежо народилася у Буенос-Айресі, столиці Аргентини, 7 липня 1976 року у сім'ї аргентинського кінорежисера Мігеля Бежо та адвокатки Сільвії. У трирічному віці разом із всією сім'єю виїхала у Париж, Франція, втікаючи від військової диктатури в Аргентині.
Кар'єру розпочала 1990 року, граючи у різних фільмах та серіалах французького телебачення.

## Особисте життя
Береніс Бежо одружена з французьким кінорежисером, сценаристом та актором Мішелем Азанавічусом. У пари є двоє дітей: старший син Люсьєн (нар. 25 червня 2008 року) та молодша донька Глорія (*18 вересня 2011 року).

## Фільмографія
| Рік  | Назва українською                           | Оригінальна назва                     | Режисер                                                                     | Персонажка                                              |
| ---- | ------------------------------------------- | ------------------------------------- | --------------------------------------------------------------------------- | ------------------------------------------------------- |
| 1993 | Еліс Невер                                  | Juge est une femme, Le                |                                                                             |                                                         |
| 1996 | Вагітні та лесбійки (корткометражний фільм) | Enceinte ou lesbienne (court métrage) | Франсуаза Деко-Томелє (фр. Françoise Decaux-Thomelet)                       | донька                                                  |
| 1998 | Сестри Гамлет                               | Les Sœurs Hamlet                      | Абделькрім Белюль (фр. Abdelkrim Bahloul)                                   | Керін (фр. Karine)                                      |
| 1999 | Гаряче                                      | Passionnément                         | Бруно Нуйто (фр. Bruno Nuytten)                                             | доросла Фаустина (фр. Faustine adulte)                  |
| 2000 | Мрія всіх жінок                             | Meilleur espoir féminin               | Жерар Жуньо (фр. Gérard Jugnot)                                             | Летиція Ранс (фр. Laetitia Rance)                       |
| 2000 | Полонянка                                   | La Captive                            | Шанталь Акерман (фр. Chantal Akerman)                                       | Сара (фр. Sarah)                                        |
| 2001 | Історія лицаря                              | A Knight's Tale                       | Браян Хелґеленд (англ. Brian Helgeland)                                     | Крістіана (англ. Christiana)                            |
| 2001 | 24 години з життя жінки                     | 24 heures de la vie d'une femme       | Лоран Бюнік (англ. Laurent Bouhnik)                                         | Олівія (англ. Olivia)                                   |
| 2002 | Як літак                                    | Comme un avion                        | Марі-Франс Пізьє (фр. Marie-France Pisier)                                  | Лола (фр. Lola)                                         |
| 2005 | Кавалькада                                  | Cavalcade                             | Стів Суїза (фр. Steve Suissa)                                               | Менон (фр. Manon)                                       |
| 2006 | Агент 117: Каїр - шпигунське гніздо         | OSS 117: Le Caire nid d'espions       | Мішель Азанавічус (фр. Michel Hazanavicius)                                 | Ларміна Ель Акмар Бетуч (фр. Larmina El Akmar Betouche) |
| 2007 | 13 квадратних метрів                        | 13 m²                                 | Бартоломі Гроссман (фр. Barthélémy Grossman)                                | Софі (фр. Sophie)                                       |
| 2007 | Будинок                                     | La Maison                             | Мануель Пуарьє (фр. Manuel Poirier)                                         | Хлоя (фр. Cloé)                                         |
| 2007 | Кадик                                       | La Pomme d'Adam                       | Жером Женевре (фр. Jerome Genevray)                                         | молода жінка в метро (фр. la jeune femme dans le métro) |
| 2008 | Реальна любов                               | Modern Love                           | Стефан Казандьян (фр. Stéphane Kazandjian)                                  | Ельза (фр. Elsa)                                        |
| 2008 | Прощальний букет                            | Bouquet final                         | Мішель Дельгадо (фр. Michel Delgado)                                        | Клер (фр. Claire)                                       |
| 2009 | Пекло Анрі-Жоржа Клузо                      | L'enfer d'Henri-Georges Clouzot       | Серж Бромберг (фр. Serge Bromberg) і Руксандра Медреа (фр. Ruxandra Medrea) | Одетта (фр. Odette)                                     |
| 2011 | Артист                                      | The Artist                            | Мішель Азанавічус (фр. Michel Hazanavicius)                                 | Пеппі Міллер фр. Peppy Miller                           |
| 2011 | Полювання                                   | La Traque                             | Антуан Блус'є (фр. Antoine Blossier)                                        | Клер (фр. Claire                                        |
| 2014 | Пошук                                       | The Search                            | Мішель Азанавічус                                                           | Кароль                                                  |
| 2016 | Вічність                                    | Éternité                              | Чан Ань Хунг                                                                | Габріель                                                |
| 2016 | Економіка пари                              | L'économie du couple                  | Жоакім Лафосс                                                               | Марі Барро                                              |
| 2017 | Молодий Годар                               | Redoubtable                           | Мішель Азанавічус                                                           | Мішель Розьє                                            |
| 2022 | Кінцевий монтаж                             | Coupez !                              | Мішель Азанавічус                                                           | Ремі/Хігураші                                           |

### Номінації та нагоди
| Рік  | Фільм           | Номінація | Перемога |
| ---- | --------------- | --- | -------- |
| 2000 | Мрія всіх жінок | Премія «Сезар» найперспективнішій акторці | Ні       |
| 2011 | Артист          | Премія BAFTA за найкращу жіночу роль головного плану (BAFTA Award for Best Actress in a Leading Role)                                                                            | Ні       |
| 2011 | Артист          | Премія Golden Globe за найкращу жіночу роль другого плану (Golden Globe Award for Best Supporting Actress — Motion Picture)                                                      | Ні       |
| 2011 | Артист          | Премія Асоціації кінокритиків Вашингтону, округ Колумбія за найкращу жіночу роль другого плану (Washington D.C. Area Film Critics Association Award for Best Supporting Actress) | Ні       |
| 2011 | Артист          | Премія «Оскар» за найкращу жіночу роль другого плану | Ні       |
| 2014 | Минуле          | Приз за найкращу жіночу роль | Так      |
| 2012 | Артист          | Премія «Сезар» найперспективнішій акторці | Так      |
| 2012 | Артист          | Премія «Люм'єр» найперспективнішій акторці | Так      |
| 2012 | Артист          | Золота зірка французького кіно | Так      |